# Nectandra ruforamula
Nectandra ruforamula là một loài thực vật thuộc họ Lauraceae. Đây là loài đặc hữu của Venezuela.